# 聖弗朗西斯科 (聖保羅州)
20°21′33″S 50°41′48″W / 20.35917°S 50.69667°W
聖弗朗西斯科（葡萄牙語：São Francisco）是巴西的城鎮，位於該國南部，由聖保羅州負責管轄，始建於1958年5月3日，面積76平方公里，海拔高度402米，2010年人口2,793，人口密度每平方公里36.94人。